# Hjeltefjorden
Hjeltefjorden er en omkring 35 kilometer lang fjord i Vestland fylke i Norge, og er en vigtig sejlrute ind til Bergen. 
Hjeltefjorden strækker sig fra Fedje i nord til Byfjorden i syd. I vest er fjorden afgrænset af Øygarden og Sotra, i øst af bl.a. Radøy, Holsnøy, Herdla og Askøy.
Navnet Hjeltefjorden har sammenhæng med det gamle norske navn på Shetland – Hjaltland. Søvejen til Hjaltland gik gennem Hjeltefjorden.